# 石曜
石曜，北齐儒学者、官员，字白曜，中山郡安喜县人。
石曜以儒学被任用、進昇。武平年間，担任黎阳郡太守。斛律武都出任兗州刺史，他是丞相咸陽王斛律光的世子、斛律皇后之兄，性情贪婪粗暴。斛律武都过卫县，让县令、县丞以下聚敛絹数千匹给他。斛律武都到黎陽郡，左右劝石曜和黎陽郡治下县官给他行賄。石曜手持一匹絹布，面见斛律武都，说：「此是老石机杼，聊以奉赠。自此来并须出于吏民，吏民之物，一毫不敢辄犯。」斛律武都知道石曜是清廉儒者，笑而不責。石曜著書《石子》十卷，语言浅俗。後来担任譙州刺史时去世。